# العلاقات البيروية العمانية
العلاقات البيروفية العمانية هي العلاقات الثنائية التي تجمع بين بيرو وسلطنة عمان.

## مقارنة بين البلدين
هذه مقارنة عامة ومرجعية للدولتين:
| وجه المقارنة                                              | بيرو                                   | سلطنة عمان    |
| --------------------------------------------------------- | -------------------------------------- | ------------- |
| المساحة (كم2)                                             | 1.29 مليون                             | 309.50 ألف    |
| عدد السكان (نسمة)                                         | 32.16 مليون                            | 4.64 مليون    |
| الكثافة السكانية (ن./كم²)                                 | 24.93                                  | 14.99         |
| العاصمة                                                   | ليما                                   | مسقط          |
| اللغة الرسمية                                             | اللغة الإسبانية، اللغة الأيمرية، كتشوا | اللغة العربية |
| العملة                                                    | سول بيروفي جديد                        | ريال عماني    |
| الناتج المحلي الإجمالي (بليون دولار)                      | 211.39 مليار                           | 72.64 مليار   |
| الناتج المحلي الإجمالي (تعادل القوة الشرائية) بليون دولار | 393.13 مليار                           | 179.49 مليار  |
| الناتج المحلي الإجمالي الاسمي للفرد دولار أمريكي          | 6.03 ألف                               | 15.55 ألف     |
| الناتج المحلي الإجمالي للفرد دولار أمريكي                 | 11.99 ألف                              | 38.63 ألف     |
| مؤشر التنمية البشرية                                      | 0.740                                  | 0.793         |
| رمز المكالمات الدولي                                      | +51                                    | +968          |
| رمز الإنترنت                                              | .pe                                    | عمان          |
| المنطقة الزمنية                                           | توقيت بيرو، 00                         | ت ع م+04:00   |

## منظمات دولية مشتركة
يشترك البلدان في عضوية مجموعة من المنظمات الدولية، منها:
| علم المنظمة | اسم المنظمة                               | تاريخ انضمام بيرو | تاريخ انضمام سلطنة عمان |
| ----------- | ----------------------------------------- | ----------------- | ----------------------- |
|             | وكالة ضمان الاستثمار متعدد الأطراف        | 2 ديسمبر 1991     | 1989                    |
|             | منظمة الشرطة الجنائية الدولية             | ?                 | ?                       |
|             | منظمة حظر الأسلحة الكيميائية              | ?                 | ?                       |
|             | منظمة التجارة العالمية                    | ?                 | 2000                    |
|             | الفريق المعني برصد الأرض                  | ?                 | ?                       |
|             | الأمم المتحدة                             | 31 أكتوبر 1945    | 7 أكتوبر 1971           |
|             | مؤسسة التمويل الدولية                     | 20 يوليو 1956     | 1973                    |
|             | يونسكو                                    | 21 نوفمبر 1946    | 10 فبراير 1972          |
|             | مؤسسة التنمية الدولية                     | 30 أغسطس 1961     | 1973                    |
|             | البنك الدولي للإنشاء والتعمير             | 31 ديسمبر 1945    | 1971                    |
|             | المنظمة الهيدروغرافية الدولية             | ?                 | ?                       |
|             | الاتحاد البريدي العالمي                   | ?                 | ?                       |
|             | المركز الدولي لتسوية المنازعات الاستشارية | 8 سبتمبر 1993     | 1995                    |
|             | الاتحاد الدولي للاتصالات                  | 12 يوليو 1915     | 28 أبريل 1972           |

## وصلات خارجية
- موقع وزارة الخارجية البيروفية
- موقع وزارة الخارجية العمانية